# Channa burmanica
Channa burmanica és una espècie de peix de la família dels cànnids i de l'ordre dels perciformes.

## Descripció
- És capaç d'assolir els 106 cm de llargada màxima i té el cap i els flancs de color marró fosc. Ventre blanc opac.
- Sense escates a la regió gular. 8 escates predorsals.
- Absència d'aletes pèlviques.
- 38 radis a l'aleta dorsal i 28 a l'anal.
- La línia lateral presenta 51 escates (50 amb porus) i es desvia cap al ventre a l'altura de la qual fa el núm. 12.[4][8][9]

## Reproducció
Hom creu que pot mostrar els mateixos hàbits reproductius del seu parent més proper: Channa bleheri.

## Alimentació
És, sens dubte, un depredador que, probablement, es nodreix d'altres peixos.

## Hàbitat i distribució geogràfica
És un peix d'aigua dolça, bentopelàgic i de clima tropical, el qual viu a Àsia: és un endemisme de les capçaleres del riu Irauadi al nord de Myanmar. A l'igual de Channa bleheri, i si fos introduïda als Estats Units, tindria el potencial per establir-se en la major part de la península de Florida, Hawaii, i, potser també, el sud de Texas i les fonts d'aigües termals i llurs sortides a l'oest.

## Observacions
És inofensiu per als humans.